# Novi Karlovci
Novi Karlovci (izvirno srbsko Нови Карловци) je naselje v Srbiji, ki upravno spada pod Občino Inđija; slednja pa je del Sremskega upravnega okraja.

## Demografija
V naselju živi 2417 polnoletnih prebivalcev, pri čemer je njihova povprečna starost 40,4 let (39,3 pri moških in 41,5 pri ženskah). Naselje ima 901 gospodinjstev, pri čemer je povprečno število članov na gospodinjstvo 3,37.
To naselje je, glede na rezultate popisa iz leta 2002, večinoma srbsko.
|  |

| Demografija | Demografija     | Demografija     |
| Leto        | Št. prebivalcev | Št. prebivalcev |
| ----------- | --------------- | --------------- |
|             |                 |                 |
|             |                 |                 |
|             |                 |                 |
|             |                 |                 |
| 1948        | 3202            |                 |
| 1953        | 3299            |                 |
| 1961        | 3427            |                 |
| 1971        | 3060            |                 |
| 1981        | 3050            |                 |
| 1991        | 2947            | 2920            |
| 2002        | 3074            | 3036            |
|             |                 |                 |

| Etnična sestava po popisu iz leta 2002 | Etnična sestava po popisu iz leta 2002 | Etnična sestava po popisu iz leta 2002 | Etnična sestava po popisu iz leta 2002 | Etnična sestava po popisu iz leta 2002 |
| -------------------------------------- | -------------------------------------- | -------------------------------------- | -------------------------------------- | -------------------------------------- |
| Srbi                                   | Srbi                                   |                                        | 2.897                                  | 95,42%                                 |
| Romi                                   | Romi                                   |                                        | 21                                     | 0,69%                                  |
| Hrvati                                 | Hrvati                                 |                                        | 17                                     | 0,55%                                  |
| Slovaki                                | Slovaki                                |                                        | 12                                     | 0,39%                                  |
| Črnogorci                              | Črnogorci                              |                                        | 2                                      | 0,06%                                  |
| Ukrajinci                              | Ukrajinci                              |                                        | 1                                      | 0,03%                                  |
| Rusi                                   | Rusi                                   |                                        | 1                                      | 0,03%                                  |
| Makedonci                              | Makedonci                              |                                        | 1                                      | 0,03%                                  |
| Albanci                                | Albanci                                |                                        | 1                                      | 0,03%                                  |
| Jugoslovani                            | Jugoslovani                            |                                        | 1                                      | 0,03%                                  |
| Neznano                                | Neznano                                |                                        | 42                                     | 1,38%                                  |